# Luxemburgo nos Jogos Olímpicos de Verão de 2000
Luxemburgo participou dos Jogos Olímpicos de Verão de 2000 em Sydney, Austrália.